# Ludwig Wittgenstein
Ludwig Josef Johann Wittgenstein (Wenen, 26 april 1889 – Cambridge, 29 april 1951) was een Oostenrijks-Britse filosoof. Hij heeft veel bijgedragen aan de taalfilosofie en aan de grondslagen van de logica. Hij leverde ook bijdragen aan de filosofie van de wiskunde en de filosofie van de geest. Hij wordt gezien als een pionier in de analytische filosofie en geldt als een van de grootste filosofen van de twintigste eeuw. Zijn late werk wordt daarnaast verbonden met de school van de Ordinary language philosophy. Zijn oudere broer was de pianist Paul Wittgenstein.

## Levensloop
Wittgenstein was het jongste kind van een Oostenrijkse industrieel, Karl Wittgenstein, die aan het hoofd stond van een van de rijkste families van het land, toen nog de Oostenrijks-Hongaarse Dubbelmonarchie.
Omdat Ludwig Wittgenstein niet de vereiste vooropleiding had voor het Weense gymnasium, hij had immers privéles gehad aan huis, stuurde zijn vader hem naar een Realschule in Linz (waar overigens ook Adolf Hitler op zat en wel een klas lager). Hij werd opgeleid tot werktuigbouwkundig ingenieur en onderzocht en verbeterde een tijdje het ontwerp van vliegtuigen. Ludwig ging daarna aan de Technische Hochschule Charlottenburg in Berlijn studeren, waar hij een ingenieursopleiding volgde en zich vooral toelegde op luchtvaart, hij heeft onder meer een patent voor vliegtuigpropellers op zijn naam staan.
Door zijn ingenieursstudie kwam hij in aanraking met problemen die de grondslagen betroffen van de wiskunde. Deze problematiek bracht hem in contact met Gottlob Frege (een van de grondleggers van de formele logica) en later met de wereldberoemde Bertrand Russell, die filosoof was te Cambridge. Aan het begin van de Eerste Wereldoorlog meldde hij zich als vrijwilliger voor het Duits-Oostenrijkse leger. Hij had een boekje van Tolstoj over de evangeliën in zijn rugzak. Hij maakte aan het front aantekeningen waaruit later de Tractatus Logico-Philosophicus zou groeien.
Wittgenstein hield in sommige periodes van zijn leven dagboeken bij en voerde uitgebreide correspondentie met allerlei mensen. Die schriftelijke bronnen werden belangrijk bij de interpretatie van zijn filosofie. Tijdens de Tweede Wereldoorlog werkte Wittgenstein als ambulancebroeder en in een medisch onderzoekslaboratorium. Na de oorlog keerde hij terug naar Cambridge, waar hij Elizabeth Anscombe en Iris Murdoch doceerde, maar in 1947 gaf Wittgenstein zijn leerstoel op. Hij overleed in 1951 als gevolg van kanker.
Wittgenstein heeft in zijn filosofische ontwikkeling een belangrijke ommezwaai gemaakt, zozeer zelfs dat men spreekt van Wittgenstein I en Wittgenstein II, al staat dat onderscheid ook ter discussie. Soms wordt ook Wittgenstein III nog genoemd. In die laatste periode gaat het vooral om een commentaar op de waarnemingstheorie van G.E. Moore die hij, in het postuum gepubliceerde 'Over zekerheid' ('Über Gewißheit' of 'On certainty'), ontvouwde.

## Wittgenstein I

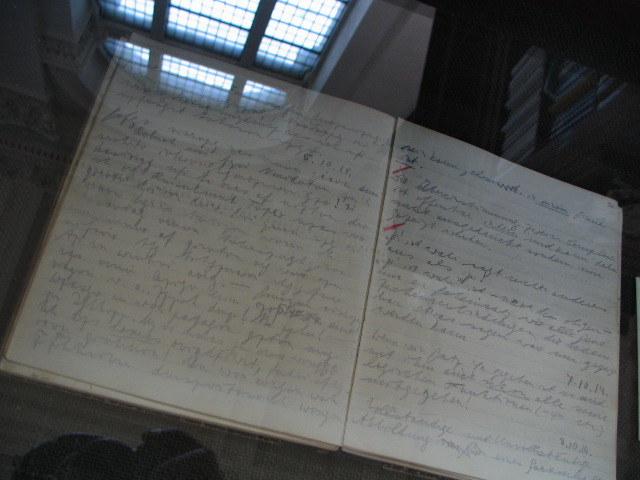
Wittgensteins aantekeningen uit 1914

Het eerste hoofdwerk van Wittgenstein I is de Tractatus Logico-Philosophicus over de relatie tussen taal, denken en werkelijkheid. Dit werk verscheen in 1921/1922 en werd als onbegrijpelijk en onverkoopbaar ervaren. Het boek werd in de Wiener Kreis zeer populair en leverde Wittgenstein uiteindelijk de doctorstitel op. Bertrand Russell, met wie Wittgenstein in die tijd een zeer goed contact had, heeft zich voor de uitgave ervan ingespannen en een voorwoord bij het boek geschreven – waarover Wittgenstein trouwens totaal niet tevreden was. De Tractatus – vernoemd naar Spinoza's Tractatus theologico-politicus – bestaat uit een serie genummerde stellingen. Het handelt over de taal ten opzichte van het domein van de kennis, ethiek, esthetiek en religie. Volgens Wittgenstein I bestaat zinvol taalgebruik uit taal over 'verifieerbare zaken', oftewel empirisch waarneembare verschijnselen (hierin volgt hij zijn voorbeeld Augustinus, wiens werk hij later sterk zal bekritiseren).
Echter, volgens Wittgenstein I zijn er ook zaken waarover geen zinvol taalgebruik bestaat, verschijnselen die niet met taal te beschrijven zijn. Het gaat hier om zaken als religie, esthetiek, ethiek en mystiek. Hierover zegt hij: "Waarover men niet spreken kan, daarover moet men zwijgen." (Duits: Wovon man nicht sprechen kann, darüber muss man schweigen.). Dat men hierover 'moet' zwijgen is een constatering en geen gebod (dat in het Duits met "sollen" weergegeven wordt). Wittgenstein vond deze zaken zelf niet onzinnig, maar elke bewering erover was dat noodzakelijkerwijs wel. Volgens Wittgenstein I ging de Tractatus overigens ook over haar eigen grenzen heen, met het gevaar zelf ook niet-zinvolle taal te zijn. Om juist dit inzicht te bereiken heeft de Tractatus als 'ladder' gefungeerd - daarna kan de ladder worden weggegooid. Deze vergelijking nam Wittgenstein over van Schopenhauer.
Wittgenstein dacht dat hij met de Tractatus alle problemen van de filosofie had opgelost. Onder andere daarom stopte hij met filosofie. Hij schonk zijn fortuin aan zijn zuster (die was zelf toch al schatrijk en kon dus niet in negatieve zin worden beïnvloed door het geld) en werd een paar jaar onderwijzer op een lagere school en ook even tuinman in een klooster – waar hij een intrede heeft overwogen. Van 1926 tot 1928 werkte hij mee als architect aan een huis voor zijn zuster Margaret.
In deze tijd, einde van de jaren '20 van de 20e eeuw begon Wittgenstein zich weer intensief met filosofische vragen bezig te houden. Daarbij stond hij in contact met enige deelnemers van de Wiener Kreis. Hij beïnvloedde hun gesprekken sterk (hoewel op een manier, die Wittgenstein uiteindelijk afkeurde, daar hij vond, niet goed begrepen te worden). Door een lezing van de intuïtionistische wiskundige Luitzen Brouwer ging hij – tenminste volgens een bericht van Herbert Feigl – weer aan filosofie doen.
Tijdens deze „overgangsfase" vertegenwoordigde Wittgenstein korte tijd een vorm van het verificationisme: de kennis van de betekenis van zinnen gaat hand in hand met de verificatie (bewijs)van alle onderdelen ervan.

## Wittgenstein II
In 1929 keerde hij terug tot de filosofie. Hij werd fellow van het Trinity College van de Universiteit van Cambridge. In 1953 verscheen postuum het tweede hoofdwerk Filosofische onderzoekingen (Philosophische Untersuchungen), eigenlijk een verzameling van notities die Wittgenstein jaren had gepoogd voor te bereiden voor uitgave, iets waarin hij wegens doorgedreven perfectionisme nooit geslaagd was. De lessen die hij aan zijn studenten dicteerde en andere notities zijn postuum uitgegeven als Het Blauwe en het Bruine Boek.
Een belangrijk argument in de Philosophische Untersuchungen is dat van privétalen. Dit wordt voor het eerst genoemd in paragraaf 243, maar vooral vanaf paragraaf 256. Het argument stelt dat er niet eerst een bepaalde privétaal is, bijvoorbeeld dat een baby, aangespoeld op een onbewoond eiland en nooit eerder met taal in aanraking geweest, niet op latere leeftijd kiespijn heeft en daarvoor het woord 'kiespijn' bedenkt. En als die kiespijn overgaat, maar jaren later weer optreedt de persoon uit herinnering opnieuw aan het woord 'kiespijn' denkt. Dit lijkt op iets lezen in een krant K1 en vervolgens dat controleren door te kijken in een kopie-exemplaar K2.
De werkelijkheid is dat het woord getoetst moet worden aan een regel en dat zo'n regel alleen in een taalgemeenschap functioneert, dat wil zeggen daar waar verschillende mensen zo'n taal bezigen en kunnen zeggen of hij goed wordt toegepast. Bijvoorbeeld waar iemand toont dat hij kiespijn heeft door te hinken, daar kunnen anderen zeggen dat hij het verkeerde woord gebruikt om zijn probleem in deze gemeenschap duidelijk te maken. Het woord is zo alleen instrumenteel in een omgeving met anderen. Bij een goed gebruik van het woord zouden anderen een pijnstiller kunnen voorstellen of een tandartsconsult.
Taal dat bij Wittgenstein I als een afbeelding van de werkelijkheid wordt gepresenteerd, krijgt nu bij Wittgenstein II eerder een instrumenteel of scheppend karakter.
Critici zijn het er nog niet over eens of het een radicale ommekeer is in Wittgensteins denken, of een evolutie van zijn gedachten uit de Tractatus. Wittgenstein is gaandeweg tot de conclusie gekomen dat taal te complex is om de wereld in een één-op-één-verhouding te beschrijven. Zo is het onmogelijk om bijvoorbeeld een minachtend zuchten binnen het taalsysteem een duidelijke plaats te geven. In plaats daarvan spreekt hij van taalspelen. De verschillende taalspelen zijn toepasbaar op verschillende situaties, waarbij telkens een "familiegelijkenis" optreedt. Hoewel er voor elke situatie specifieke kenmerken zijn vast te stellen, zijn niet alle kenmerken toepasbaar op alle situaties, zoals leden van eenzelfde familie op elkaar lijken, zonder dat ze precies dezelfde gelaatstrekken hebben.
Het is met deze nieuwe visie van taal dat hij veel invloed uitoefende op andere filosofen, voornamelijk in de Ordinary language philosophy. Een bekend criticus van deze latere Wittgensteiniaanse filosofie was de filosoof en antropoloog Ernest Gellner, voornamelijk in zijn boek Words and Things (1959).

## Wittgenstein III
In het boek Over zekerheid (Über Gewißheit) maakt Wittgenstein een onderscheid tussen de zinnen Ik ben er zeker van dat... en Ik weet dat.... In het eerste geval is een ontkenning ook goed mogelijk. Bijvoorbeeld: Ik ben er zeker van dat mijn hand op tafel ligt. Dat zou ook niet zo kunnen zijn.
Anderzijds zou een ontkenning in het laatste geval niet goed mogelijk zijn. Bijvoorbeeld Ik weet dat ik geboren ben. Het is nu niet goed voorstelbaar dat ik niet ben geboren. Misschien zou je nog een pop of een stripfiguur kunnen zijn, maar dan heb je toch een heel andere discussie dan bij het eerste voorbeeld.
De stelling van René Descartes "Ik denk, dus ik ben" komt hierdoor in een wat vreemd daglicht te staan, want het eerste deel ervan komt overeen met de eerste zin waarin ontkenning en twijfel mogelijk is, terwijl het tweede deel eerder apodictisch (absoluut zeker) is. Zo lijkt het in deze zin of uit twijfel absolute zekerheid voortkomt.

## Wittgenstein in Nederland en Wittgensteins filosofie in het Nederlands
Aan het einde van de Eerste Wereldoorlog werd Wittgenstein krijgsgevangene gemaakt in Italië. In zijn rugzak zaten de notities voor zijn boek. Bertrand Russell, onderdaan van de andere partij, kreeg hem vrij. Daarna ontmoetten zij elkaar in het neutrale Nederland, in hotel 'De Twee Werelden' in Den Haag. Daar bespraken zij de notities. Op voorstel van G.E. Moore werd de barokke titel Tractatus Logico Philosophicus gekozen, naar het voorbeeld van het boek Tractatus Theologico-Politicus van Spinoza, die daar toevallig vlakbij gewoond had.
In Nederland werd het denken van Wittgenstein verder onder de aandacht gebracht door de schrijver W.F. Hermans, die het pamflet Wittgenstein in de mode (1967) schreef en de Tractatus vertaalde (1975); niet geheel tot genoegen van vakfilosofen. In 2022, honderd jaar na het oorspronkelijke werk, verschenen mede daarom twee nieuwe Nederlandse vertalingen van de Tractatus logico-philosophicus.
De filosofische nalatenschap van Ludwig Wittgenstein is in 2017 opgenomen in het Memory of the World register. Een deel hiervan ligt in het Noord-Hollands Archief en is samengesteld uit het Wiener Kreis archief.
Wittgenstein heeft meerdere Nederlandse kunstenaars beïnvloed, onder andere Janjoris Lamers, Gerardjan Rijnders en Jan Ritsema. Toneelschrijver en regisseur Bo Tarenskeen werkt sinds 2021 aan een elfdelige theaterreeks over zijn leven en werk. Deel 1 verscheen in 2021, deel 2, over zijn ontmoeting met de Wiener Kreis, in 2023.
Andere werken van Wittgenstein die in het Nederlands zijn verschenen:
- Over zekerheid (Über Gewißheit), vertaald door Sybe Terwee (Meppel: Boom, 1977)
- Colleges over ethiek, esthetica, psychologie en religieus geloof (Wittgenstein's Lectures on Ethics en Lectures and Conversations on Aesthetics, Psychology and Religious Belief), vert. Henriët Plantenga (Meppel: Boom, 1979)
- Losse opmerkingen (Vermischte Bemerkungen, in het Engels verschenen als Culture and Value), een keuze uit de nalatenschap door G.H. von Wright, vertaald door Willem de Ruiter en Wim Stange (Baarn: Wereldvenster, 1979)
- Opmerkingen over de kleuren (Bemerkungen über die Farben), vert. Paul Wijdeveld (Amsterdam: Tabula, 1982)
- Over kleur (Remarks on colour/Bemerkungen über die Farben), vert. Paul Wijdeveld (Amsterdam: Boom, 2017)
- Filosofische onderzoekingen (Philosophische Untersuchungen), vert. Maarten Derksen en Sybe Terwee (Amsterdam: Boom, 2022)
- Knipsels (Zettel), vert. Wilfred Oranje (Amsterdam: Boom, 1995)
- Het blauwe en het bruine boek (The Blue and Brown Books), vert. Wilfred Oranje (Amsterdam: Boom, 1996)
- Filosofische beschouwingen: over ethiek, esthetica, psychoanalyse, geloof en antropologie (Lectures and Conversations on Aesthetics, Psychology, and Religious Belief, Lecture on Ethics en Bemerkungen über Frazers Golden Bough), vert. Wilfred Oranje (Amsterdam: Boom, 1998)
- Denkbewegingen: Dagboeken 1930-1932/1936-1937 (Denkbewegungen), vert. Wilfred Oranje (Amsterdam: Boom, 2000)
- Tractatus logico-philosophicus, vert. Peter Huijzer en Jan Sietsma (Amsterdam: Octavo, 2022), ISBN 9789490334321.
- Tractatus. Logisch-filosofische verhandeling, vert. Victor Gijsbers (Amsterdam: Boom, 2022), ISBN 9789024439553.